# Etagelinde

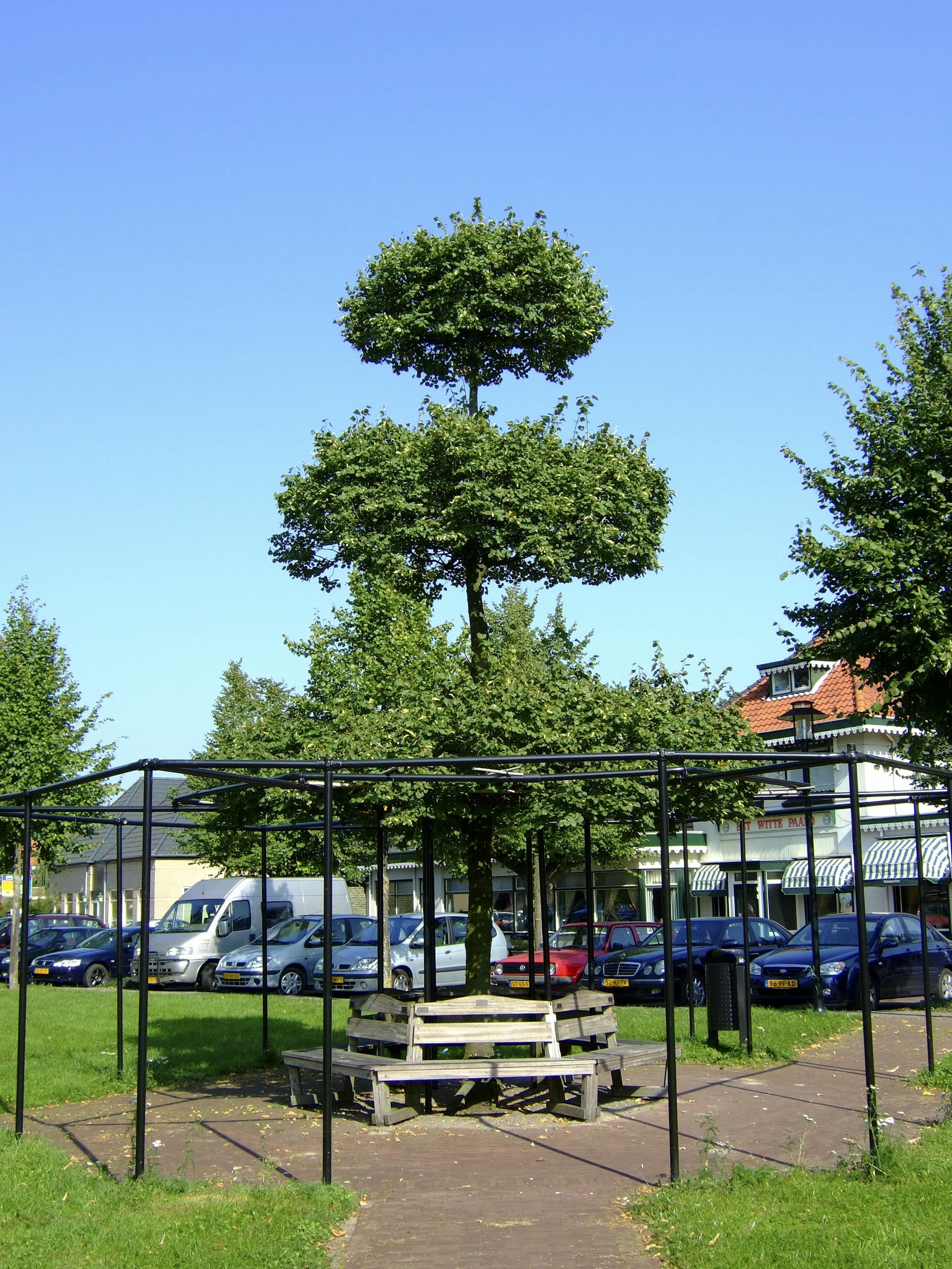
Etagelinde in Zelhem.

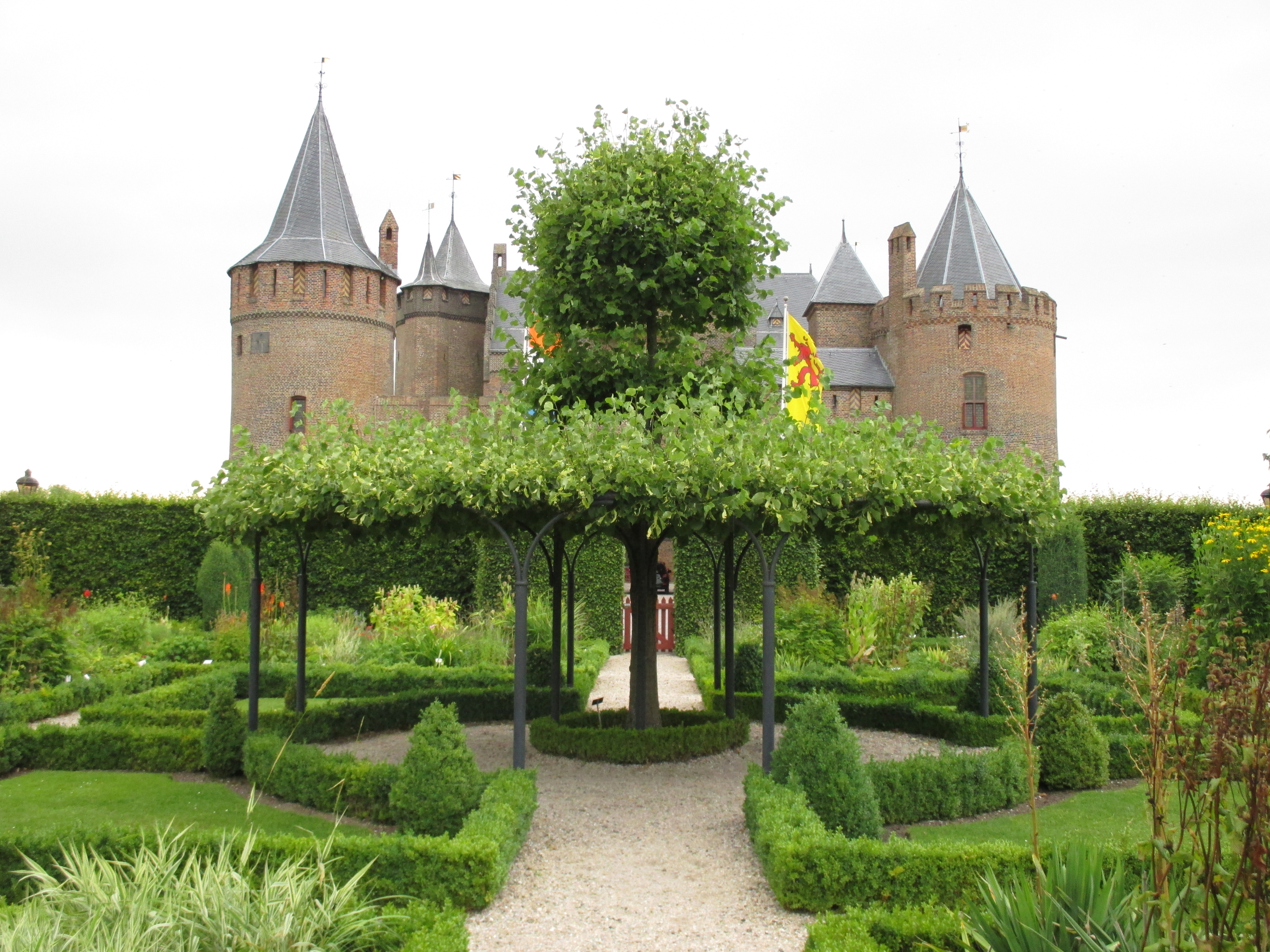
Etagelinde Muiderslot

Een etagelinde is een lindeboom die door een specifieke snoeimethode een etagegewijze opbouw heeft. Wanneer de etages van de etagelinde afgebroken of afgezaagd zijn, wordt het restant een prieellinde genoemd.
Waar dit gebruik vandaan komt is onbekend. In de volksmond zou de opbouw van een etagelinde de standenmaatschappij symboliseren, waarbij elke etage voor een bepaalde stand staat. Een andere verklaring die wordt gegeven is dat een boom werd onderhouden en gesnoeid door families (van wellicht boeren) die bij de geboorte van een nieuwe stamhouder de boom snoeiden met een nieuwe etage. Deze verklaringen worden door het Meertens Instituut echter verworpen en houdt het er op dat het snoeien gebeurde om esthetische redenen.

## Voorbeelden van etagelindes

### Nederland
- De Gebodenlinde in Hilvarenbeek
- De Linde van Sambeek in Sambeek (nu prieellinde)
- Lindeboom in Nuenen (nu prieellinde)
- Etagelinde in een tuin in Gassel, Wijnroemer[1] (nu prieellinde)
- Etagelinde in Zelhem
- Etagelinde in de Kruidhof van het Muiderslot te Muiden

### België
- Etagelinde van Macon, geplant in 1714
- Etagelinde in een tuin in Mol, Achterbos (nu prieellinde), geplant 1640-1750[2]
- Etagelinde bij herberg Sint-Sebastiaan in Olen[3]
- Etagelinde van Retie (nu prieellinde)[4]
- Etagelinde ("marktlinde") op het marktplein van Westerlo, geplant rond 1630[5]